# 鈴木理恵
鈴木 理恵（すずき りえ、1975年3月15日 - ）は東京都出身の元モデル。本名：鈴木理恵子。
所属事務所はホリ・エージェンシー→川崎エージェンシー→レヴィ（現：レプロエンタテインメント）に所属した。20歳の時、プロサッカー選手との結婚を期に引退した。
現在は離婚し、実業家として活動。
株式会社アーキリーの代表取締役。
居酒屋・BAR等の飲食店事業、美容事業、貿易事業等を展開。

## 主な活動
- フェラーリキャンペーンガール（F1）

### テレビ番組
- TOKYO23区の女
- 100億の男
- NHKドラマ新銀河「元気をあげる〜救命救急医物語」
- CX：HELP
- グラビアの美少女（MONDO21）

ほか

### 広告
- 資生堂
- 日本リーバ
- マクドナルド
- コカ・コーラCM